# たびら昆虫自然園
たびら昆虫自然園（たびらこんちゅうしぜんえん）は、長崎県平戸市にある平戸市営の全国でも珍しい昆虫園。

## 概要
1992年（平成4年）7月に当時の田平町の町営にて開園した。施設面積は約4.1ヘクタールで、敷地内は林地、池・水際、花壇・畑地、草地・裸地の4つのゾーンに分かれており、あらかじめ昆虫が住みつきやすい環境を整備して周辺から園内に集まり棲息している昆虫を観察するという形態をとっている。
付属施設として昆虫館が設けられており、昆虫に関する展示のほか、ビデオ・図書などの閲覧ができる。

## 主な観察できる昆虫
- 林地ゾーン - ノコギリクワガタ、カブトムシなど
- 池・水際ゾーン - アメンボ、タイコウチ、オオシオカラトンボなど
- 花壇・畑地ゾーン - モンシロチョウ、アゲハ、トノサマバッタなど
- 草地・裸地ゾーン - ショウリョウバッタ、キリギリスなど

このほか約3,000種の昆虫が園内で棲息している。

## 施設情報
- 住所： 平戸市田平町荻田免1628番地4
- 開園時間： 午前9時〜午後5時
- 休園日： 毎週月曜日 および 12月29日〜1月3日（夏休み期間中を除く）

## アクセス
- 松浦鉄道西田平駅下車、徒歩約25分。
- 西肥バス「天主堂前」バス停下車。
- 自家用車の場合、佐世保市内より国道204号経由で約1時間。